# Saint-Fiel
Saint-Fiel est une commune française située dans le département de la Creuse, en région Nouvelle-Aquitaine.

## Géographie

### Généralités

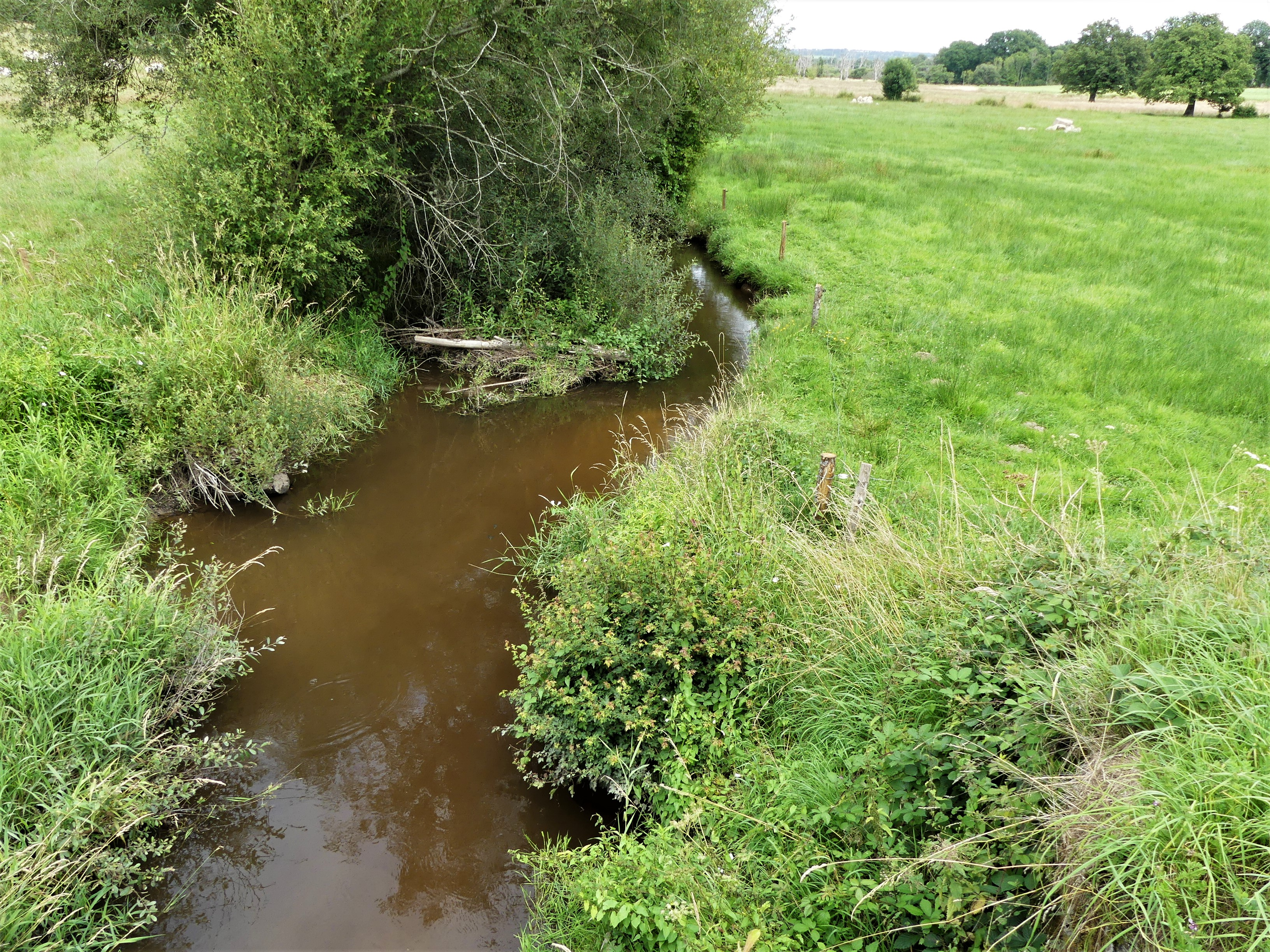
La Naute en aval du pont de la RD 33, en limite de Saint-Sulpice-le-Guérétois (à gauche) et Saint-Fiel (à droite).

Dans le centre de la France, plus précisément dans le quart nord-ouest du département de la Creuse, la commune de Saint-Fiel s'étend sur 16,72 km2. Le territoire communal est bordé au nord-est sur deux kilomètres et demi par la Creuse qui sert de limite territoriale avec Glénic ; au sud-ouest, son affluent la Naute marque la limite entre Saint-Fiel et Saint-Sulpice-le-Guérétois sur un kilomètre et demi.
L'altitude minimale avec 297 mètres se trouve localisée à l'extrême nord-est, au nord du lieu-dit Valette, là où la Creuse quitte le territoire communal et sert de limite entre ceux d'Anzême et de Glénic. L'altitude maximale avec 396 mètres est située au sud-ouest, en limite de la commune de Guéret, au sud-est du lieu-dit Bournazeau.
À l'intersection des routes départementales (RD) 63 et 75a, le bourg de Saint-Fiel est situé, en distances orthodromiques, cinq kilomètres au nord-nord-est du centre-ville de Guéret, la préfecture.
Le territoire communal est également desservi par les RD 33 et 940. Cette dernière est la principale voie d'accès routière à la commune qu'elle traverse du sud à l'est sur trois kilomètres.

### Communes limitrophes

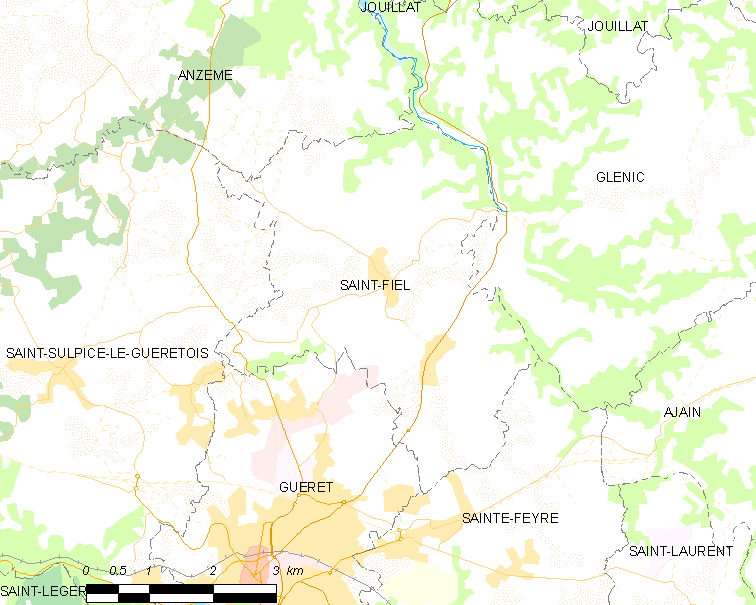
Carte de Saint-Fiel et des communes avoisinantes.

Saint-Fiel est limitrophe de cinq autres communes.
| Anzême                     |            | Glénic       |
| Saint-Sulpice-le-Guérétois | Saint-Fiel |              |
|                            | Guéret     | Sainte-Feyre |

### Climat
Pour des articles plus généraux, voir Climat de la Nouvelle-Aquitaine et Climat de la Creuse.
En 2010, le climat de la commune est de type climat océanique dégradé des plaines du Centre et du Nord, selon une étude s'appuyant sur une série de données couvrant la période 1971-2000. En 2020, Météo-France publie une typologie des climats de la France métropolitaine dans laquelle la commune est exposée à un climat de montagne ou de marges de montagne et est dans la région climatique  Ouest et nord-ouest du Massif Central, caractérisée par une pluviométrie annuelle de 900 à 1 500 mm, maximale en automne et en hiver.
Pour la période 1971-2000, la température annuelle moyenne est de 10,9 °C, avec une amplitude thermique annuelle de 15,1 °C. Le cumul annuel moyen de précipitations est de 931 mm, avec 12,5 jours de précipitations en janvier et 7,9 jours en juillet. Pour la période 1991-2020, la température moyenne annuelle observée sur la station météorologique la plus proche, située sur la commune de Guéret à 5 km à vol d'oiseau, est de 11,3 °C et le cumul annuel moyen de précipitations est de 1 103,0 mm. Pour l'avenir, les paramètres climatiques de la commune estimés pour 2050 selon différents scénarios d'émission de gaz à effet de serre sont consultables sur un site dédié publié par Météo-France en novembre 2022.

### Milieux naturels et biodiversité

#### Espaces protégés
La protection réglementaire est le mode d’intervention le plus fort pour préserver des espaces naturels remarquables et leur biodiversité associée,.
Il existe une aire protégée, « marais du Chancelier », sur le territoire communal, gérée par le conservatoire d'espaces naturels Nouvelle-Aquitaine.

#### Réseau Natura 2000
Le réseau Natura 2000 est un réseau écologique européen de sites naturels d'intérêt écologique élaboré à partir des directives habitats et oiseaux, constitué de zones spéciales de conservation (ZSC) et de zones de protection spéciale (ZPS).
Aucun site Natura 2000 n'a été défini sur la commune.

#### Zones naturelles d'intérêt écologique, faunistique et floristique
L'inventaire des zones naturelles d'intérêt écologique, faunistique et floristique (ZNIEFF) a pour objectif de réaliser une couverture des zones les plus intéressantes sur le plan écologique, essentiellement dans la perspective d’améliorer la connaissance du patrimoine naturel national et de fournir aux différents décideurs un outil d’aide à la prise en compte de l’environnement dans l’aménagement du territoire.
En 2023, une ZNIEFF est recensée sur la commune d’après l'INPN.
Le site Marais du Chancelier est une ZNIEFF de type I dont la majeure partie est située sur le territoire de la commune, en amont du bourg de Saint-Fiel, le long des cours de la Naute et de son affluent le ruisseau de la Barde,.
Bien que limitée à une superficie d'un demi-kilomètre carré, cette ZNIEFF présente une remarquable diversité biologique avec plus de 230 espèces animales, dont onze espèces déterminantes, ainsi que 22 espèces végétales dont seize déterminantes.

## Urbanisme

### Typologie
Au 1er janvier 2024, Saint-Fiel est catégorisée commune rurale à habitat dispersé, selon la nouvelle grille communale de densité à 7 niveaux définie par l'Insee en 2022.
Elle appartient à l'unité urbaine de Guéret, une agglomération intra-départementale dont elle est une commune de la banlieue,. Par ailleurs la commune fait partie de l'aire d'attraction de Guéret, dont elle est une commune de la couronne,. Cette aire, qui regroupe 72 communes, est catégorisée dans les aires de moins de 50 000 habitants,.

### Occupation des sols
L'occupation des sols de la commune, telle qu'elle ressort de la base de données européenne d’occupation biophysique des sols Corine Land Cover (CLC), est marquée par l'importance des territoires agricoles (86,9 % en 2018), en augmentation par rapport à 1990 (84,9 %). La répartition détaillée en 2018 est la suivante : 
prairies (59,1 %), zones agricoles hétérogènes (27,8 %), forêts (9,7 %), zones urbanisées (3,3 %), zones industrielles ou commerciales et réseaux de communication (0,1 %). L'évolution de l’occupation des sols de la commune et de ses infrastructures peut être observée sur les différentes représentations cartographiques du territoire : la carte de Cassini (XVIIIe siècle), la carte d'état-major (1820-1866) et les cartes ou photos aériennes de l'IGN pour la période actuelle (1950 à aujourd'hui).

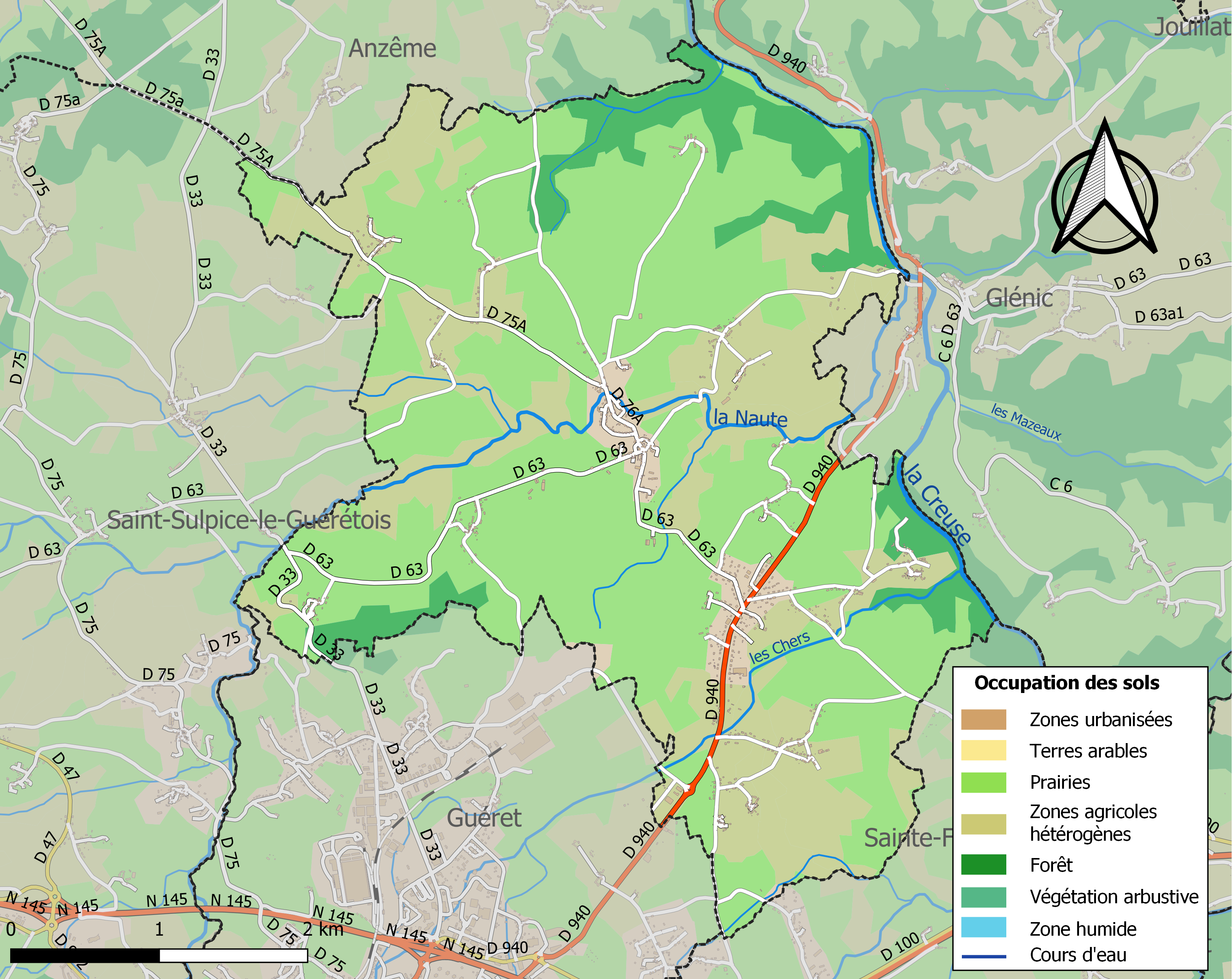
Carte des infrastructures et de l'occupation des sols de la commune en 2018 (CLC).

### Transport routier
- Réseau TransCreuse

### Risques majeurs
Le territoire de la commune de Saint-Fiel est vulnérable à différents aléas naturels : météorologiques (tempête, orage, neige, grand froid, canicule ou sécheresse) et séisme (sismicité faible). Il est également exposé à un risque technologique, la rupture d'un barrage, et à un risque particulier : le risque de radon. Un site publié par le BRGM permet d'évaluer simplement et rapidement les risques d'un bien localisé soit par son adresse soit par le numéro de sa parcelle.

#### Risques naturels

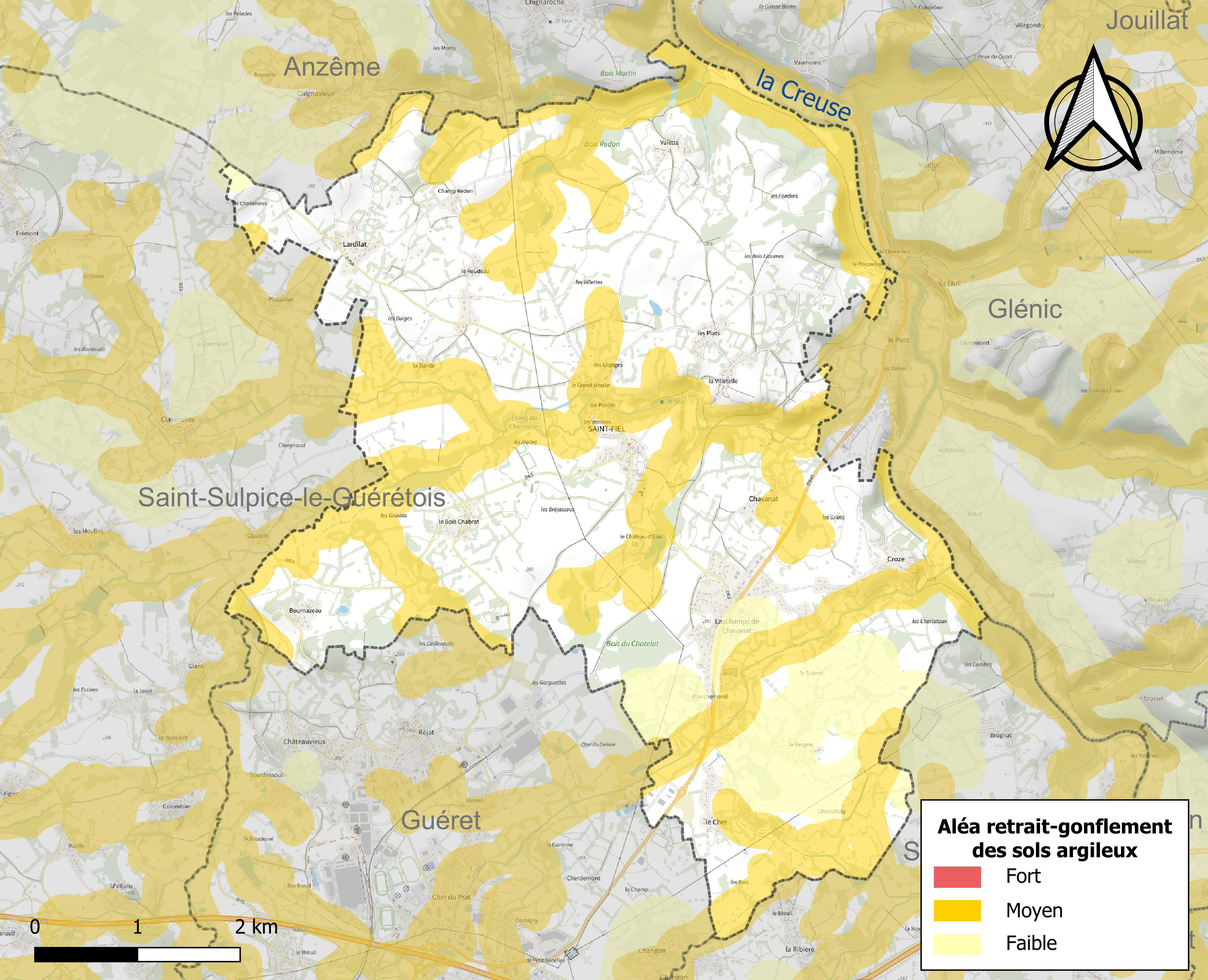
Carte des zones d'aléa retrait-gonflement des sols argileux de Saint-Fiel.

Le retrait-gonflement des sols argileux est susceptible d'engendrer des dommages importants aux bâtiments en cas d’alternance de périodes de sécheresse et de pluie. 36,1 % de la superficie communale est en aléa moyen ou fort (33,6 % au niveau départemental et 48,5 % au niveau national). Sur les 484 bâtiments dénombrés sur la commune en 2019, 111 sont en aléa moyen ou fort, soit 23 %, à comparer aux 25 % au niveau départemental et 54 % au niveau national. Une cartographie de l'exposition du territoire national au retrait gonflement des sols argileux est disponible sur le site du BRGM,.
Par ailleurs, afin de mieux appréhender le risque d’affaissement de terrain, l'inventaire national des cavités souterraines permet de localiser celles situées sur la commune.
La commune a été reconnue en état de catastrophe naturelle au titre des dommages causés par les inondations et coulées de boue survenues en 1982, 1999 et 2008. Concernant les mouvements de terrains, la commune a été reconnue en état de catastrophe naturelle au titre des dommages causés par des mouvements de terrain en 1999.

#### Risques technologiques
La commune est en outre située en aval du  barrage de Confolent, un ouvrage sur la Creuse de classe A soumis à PPI, disposant d'une retenue de 4,7 millions de mètres cubes. À ce titre elle est susceptible d’être touchée par l’onde de submersion consécutive à la rupture de cet ouvrage.

#### Risque particulier
Dans plusieurs parties du territoire national, le radon, accumulé dans certains logements ou autres locaux, peut constituer une source significative d’exposition de la population aux rayonnements ionisants. Certaines communes du département sont concernées par le risque radon à un niveau plus ou moins élevé. Selon la classification de 2018, la commune de Saint-Fiel est classée en zone 3, à savoir zone à potentiel radon significatif.

## Toponymie
La commune porte le nom de Sent Fiel en occitan.

## Histoire
En 1789, le curé de Saint-Fiel, Antoine Banassat, est élu député du clergé aux États généraux. Ensuite arrêté et déporté, il meurt le 18 août 1794 sur les Deux Associés, l'un des pontons de Rochefort.

## Politique et administration

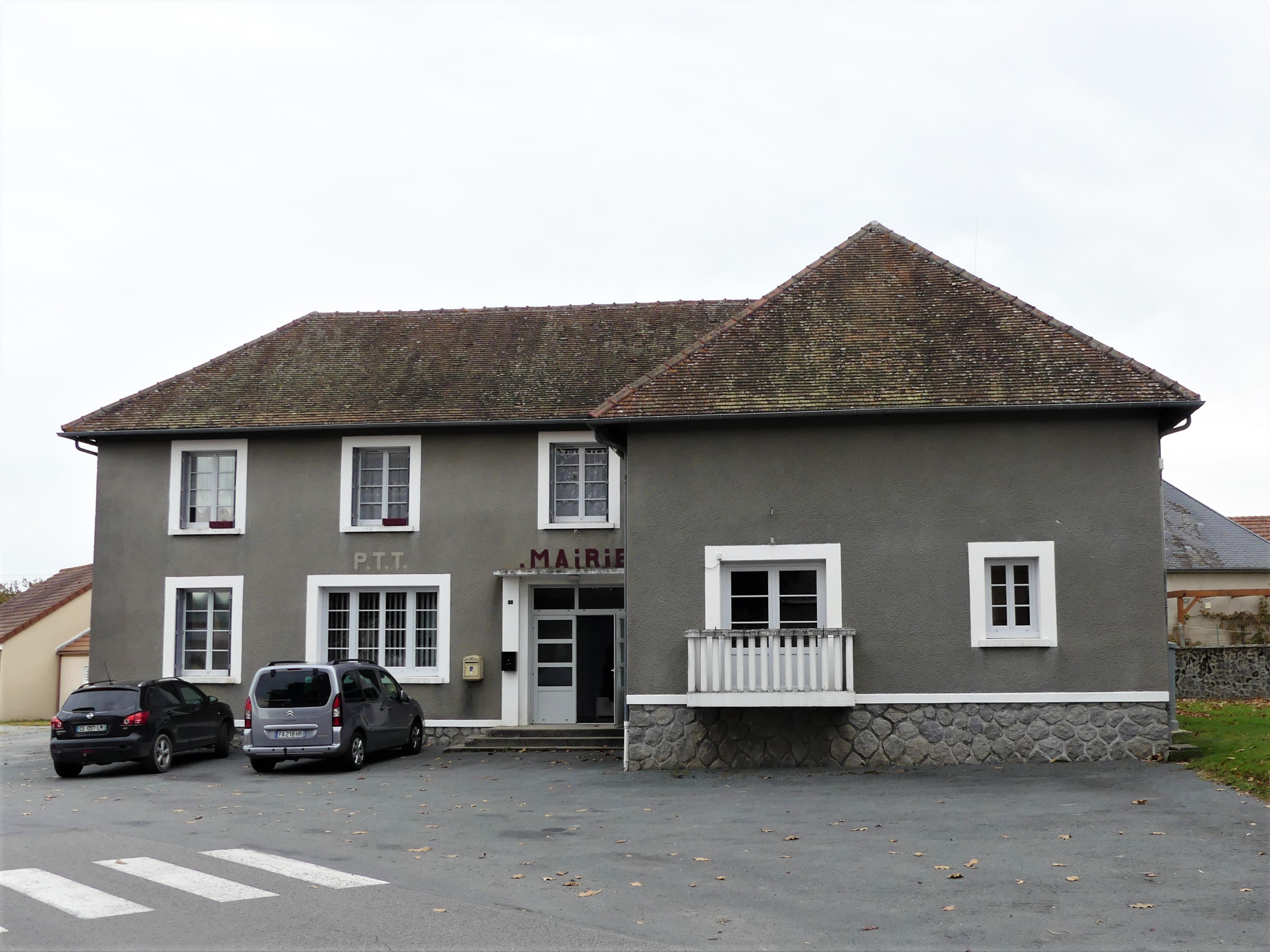
La mairie de Saint-Fiel en 2021.

| Période                                  | Période   | Identité           | Étiquette    | Qualité           |
| ---------------------------------------- | --------- | ------------------ | ------------ | ----------------- |
| Les données manquantes sont à compléter. |           |                    |              |                   |
|                                          |           |                    |              |                   |
|                                          |           | André Guyonnet     | PS           | Agriculteur       |
| 1983                                     | 1995      | Henri Bareige      | PS           | Agriculteur       |
| juin 1995                                | mars 2014 | Bernard de Froment | RPR puis UMP | Conseiller d’État |
| mars 2014                                | En cours  | François Barnaud   | UMP puis LR  | Retraité          |

## Démographie
L'évolution du nombre d'habitants est connue à travers les recensements de la population effectués dans la commune depuis 1793. Pour les communes de moins de 10 000 habitants, une enquête de recensement portant sur toute la population est réalisée tous les cinq ans, les populations de référence des années intermédiaires étant quant à elles estimées par interpolation ou extrapolation. Pour la commune, le premier recensement exhaustif entrant dans le cadre du nouveau dispositif a été réalisé en 2008.

En 2022, la commune comptait 1 079 habitants, en évolution de +4,05 % par rapport à 2016 (Creuse : −3,32 %, France hors Mayotte : +2,11 %).
| 1793 | 1800 | 1806 | 1821 | 1831 | 1836 | 1841 | 1846 | 1851 |
| ---- | ---- | ---- | ---- | ---- | ---- | ---- | ---- | ---- |
| 660  | 621  | 651  | 582  | 606  | 624  | 634  | 657  | 603  |

| 1856 | 1861 | 1866 | 1872 | 1876 | 1881 | 1886 | 1891 | 1896 |
| ---- | ---- | ---- | ---- | ---- | ---- | ---- | ---- | ---- |
| 614  | 563  | 558  | 582  | 597  | 648  | 668  | 668  | 677  |

| 1901 | 1906 | 1911 | 1921 | 1926 | 1931 | 1936 | 1946 | 1954 |
| ---- | ---- | ---- | ---- | ---- | ---- | ---- | ---- | ---- |
| 755  | 633  | 646  | 576  | 548  | 529  | 513  | 485  | 465  |

| 1962 | 1968 | 1975 | 1982 | 1990 | 1999 | 2006 | 2008 | 2013  |
| ---- | ---- | ---- | ---- | ---- | ---- | ---- | ---- | ----- |
| 429  | 403  | 492  | 548  | 709  | 769  | 900  | 935  | 1 014 |

| 2018  | 2022  | - | - | - | - | - | - | - |
| ----- | ----- | - | - | - | - | - | - | - |
| 1 036 | 1 079 | - | - | - | - | - | - | - |

## Culture locale et patrimoine

### Lieux et monuments
- Château de Saint-Fiel, des XVIe et XVIIe siècles, inscrit partiellement au titre des monuments historiques en 1978 pour ses façades et toitures[32].
- Église Saint-Fidèle, datant du XIIIe siècle et modifiée au XIXe siècle, inscrite au titre des monuments historiques en 1983[33].
- Sur l'ancienne ligne ferroviaire de La Châtre à Guéret, le viaduc de la Glane d'une longueur de 152 m avec douze arches de onze mètres chacune, se trouve sur la commune. Le viaduc de Glénic, enjambant la Creuse pour la même ligne est en partie situé sur la commune.

### Personnalités liées à la commune
- Le saint patron de la paroisse qui a donné son nom à la commune est soit :
  - saint Fidèle d'Isle-Aumont (vers 540), moine et abbé du monastère, près de Troyes, fêté le 16 mai. A laissé son nom à un village de la Creuse : Saint-Fiel[34] ;
  - saint Fidèle, martyr en Lombardie (+ vers 304), fêté le 28 octobre ;
  - saint Fidèle, évêque de Mérida au VIe siècle, fêté le 7 février.
- Antoine Banassat, né en 1729 à Guéret, mort le 18 août 1794 près de Rochefort, est un homme d'Église et un député français. Curé de la paroisse de Saint-Fiel, il est élu par la sénéchaussée de Guéret, le 21 mars 1789, député du clergé aux États généraux. Il est mort en déportation sur les pontons de Rochefort. Il a été béatifié par Jean-Paul II.
- Sylvain Blanchet, syndicaliste agricole (cofondateur de la Confédération générale de l'agriculture), militant du mouvement coopératif (secrétaire général de l'Union centrale des coopératives agricoles), député de la Creuse (1936-1942).
- Bernard de Froment, haut fonctionnaire, ancien conseiller régional du Limousin, ancien député (1993-1997) et président du conseil général de la Creuse (1994-1998), a été maire de Saint-Fiel de 1995 à 2014.

### Héraldique
| Blason de Saint-Fiel | Blason  | D'azur au chevron d'or surmonté d'une étoile et accompagné de trois feuilles de frêne, celles du chef posées dans le sens du chevron, celle de la pointe en pal, le tout du même. |
| Blason de Saint-Fiel | Détails | Le statut officiel du blason reste à déterminer. |

## Photothèque

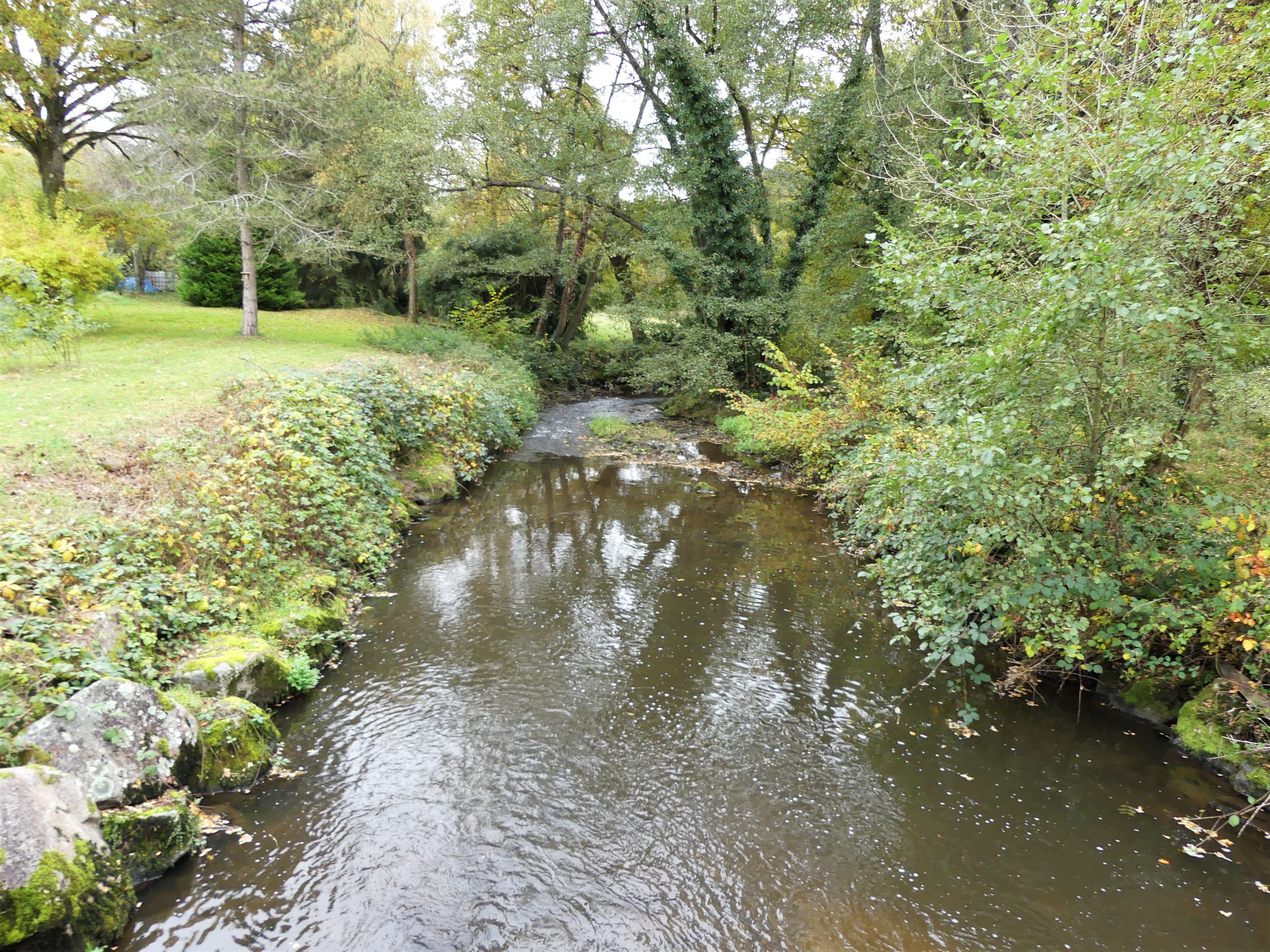
La Naute au lieu-dit les Penots.
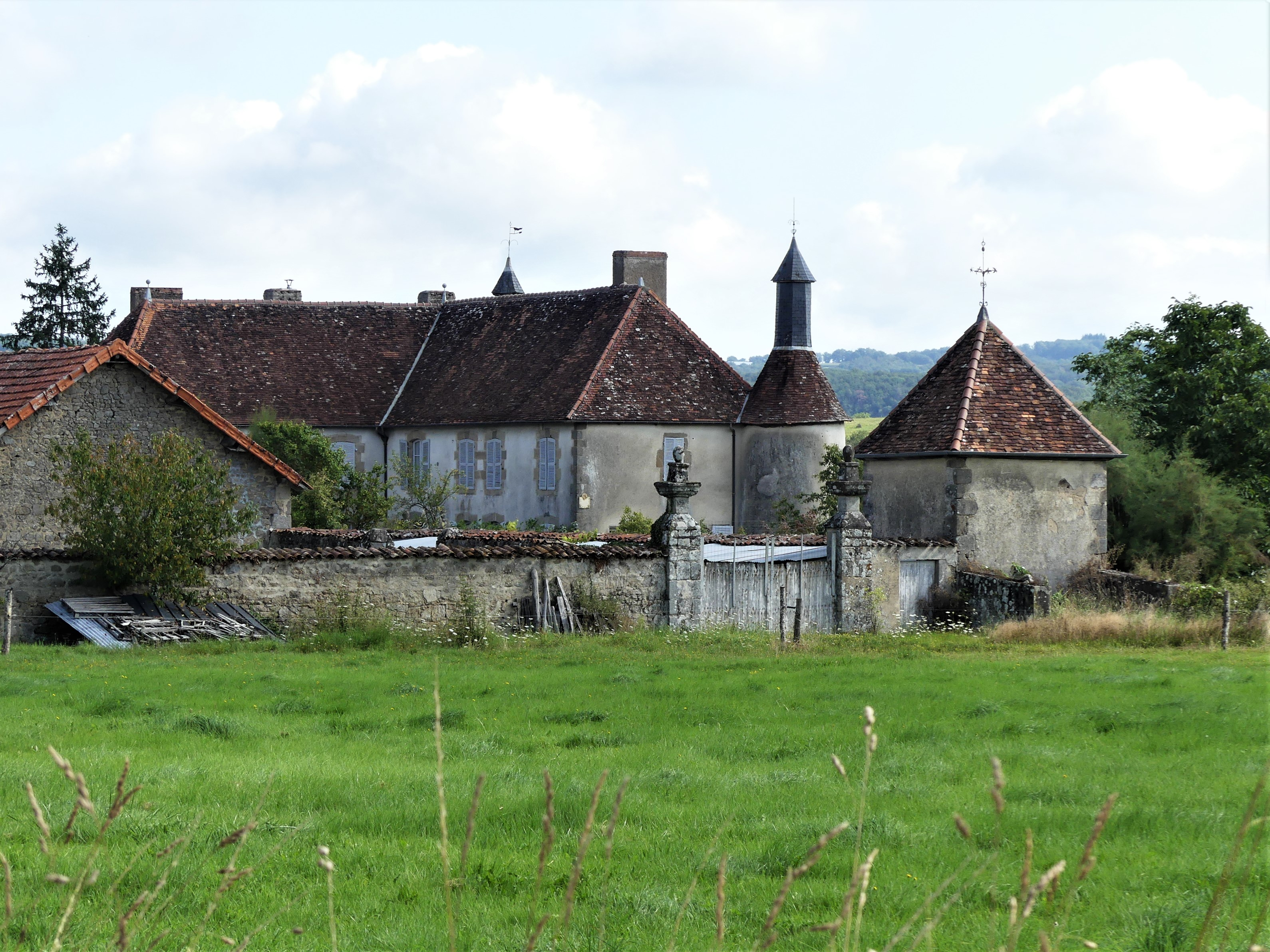
Le château de Saint-Fiel.
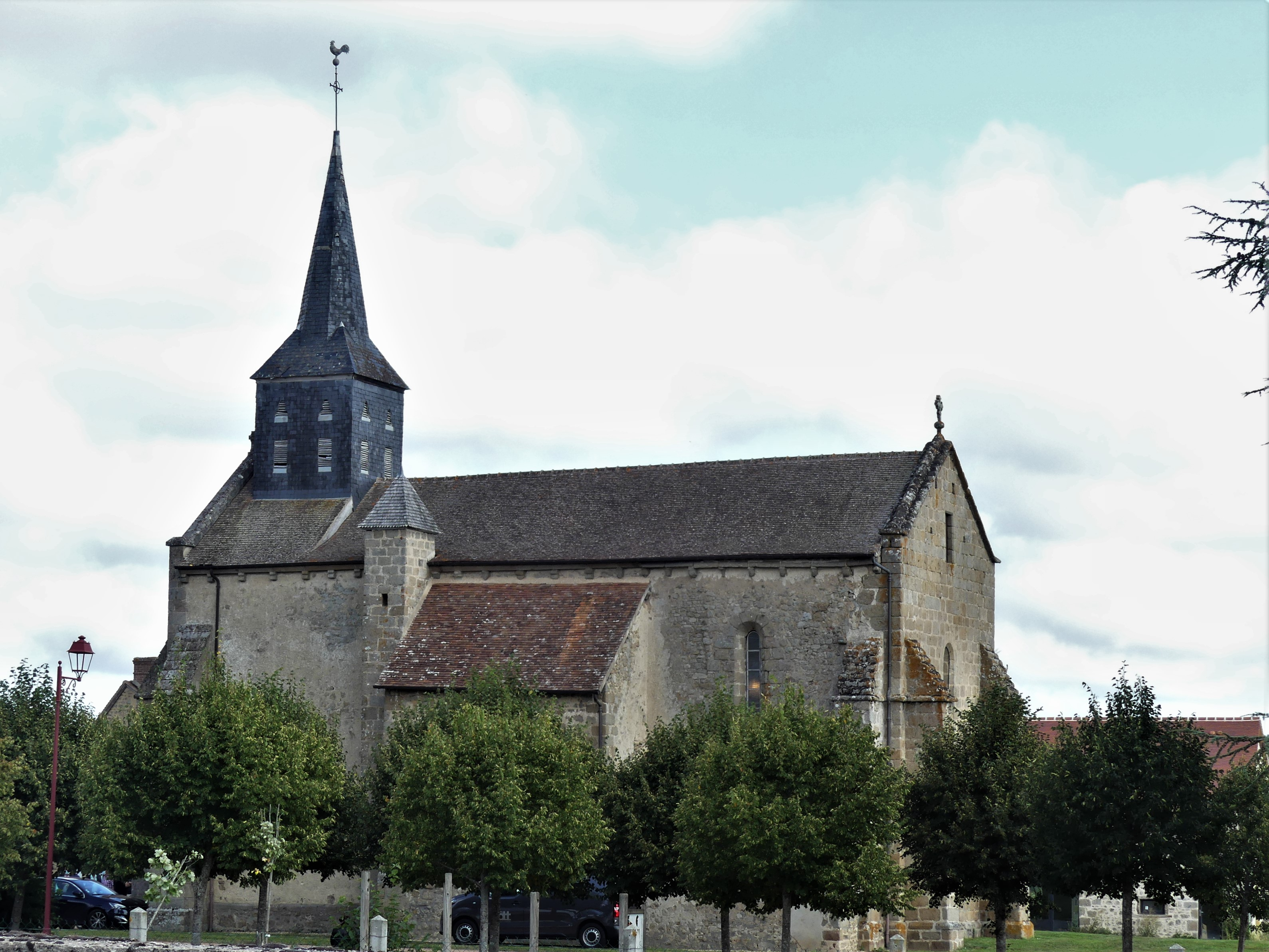
La façade sud de l'église Saint-Fidèle.
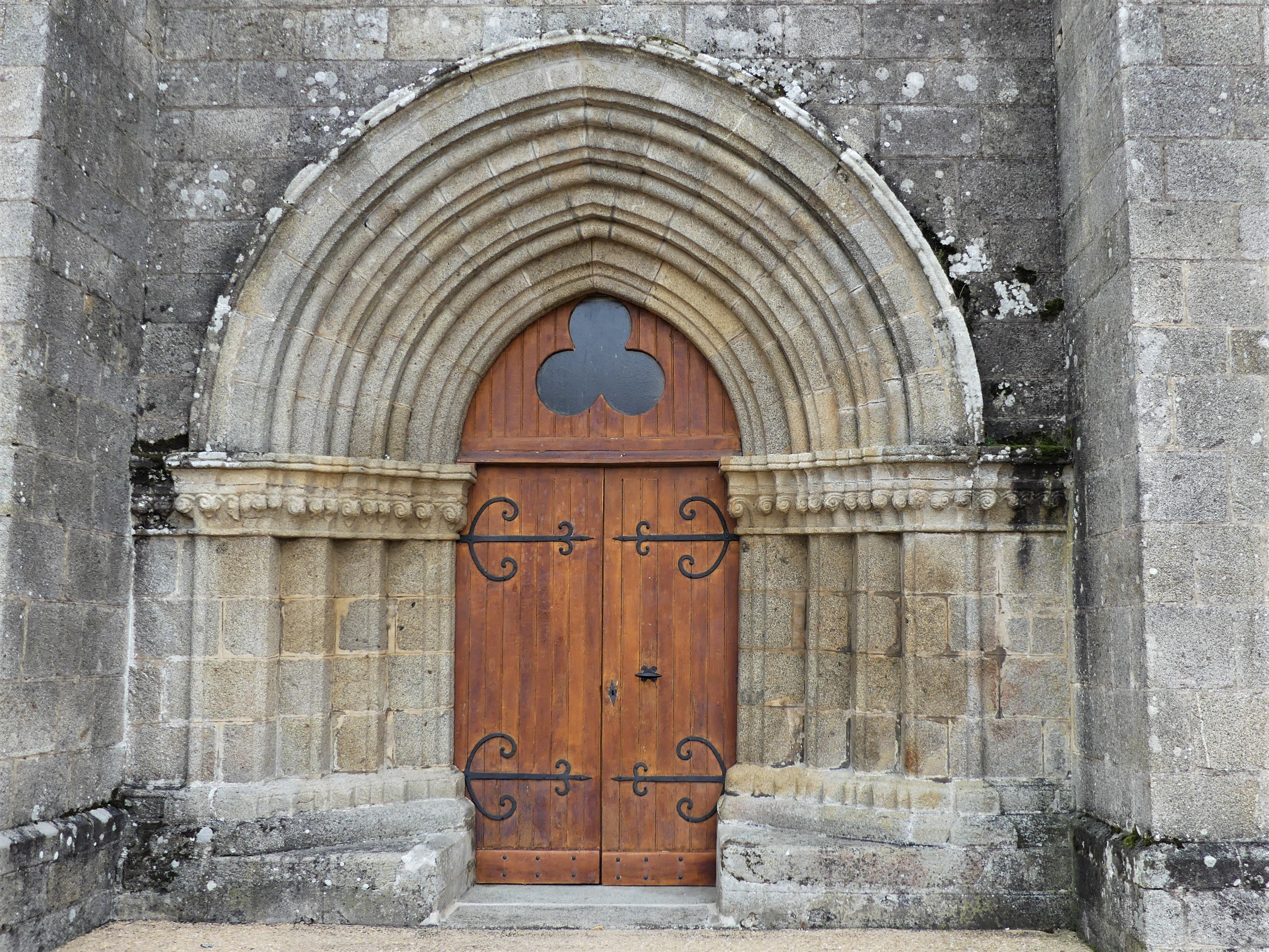
Son portail.
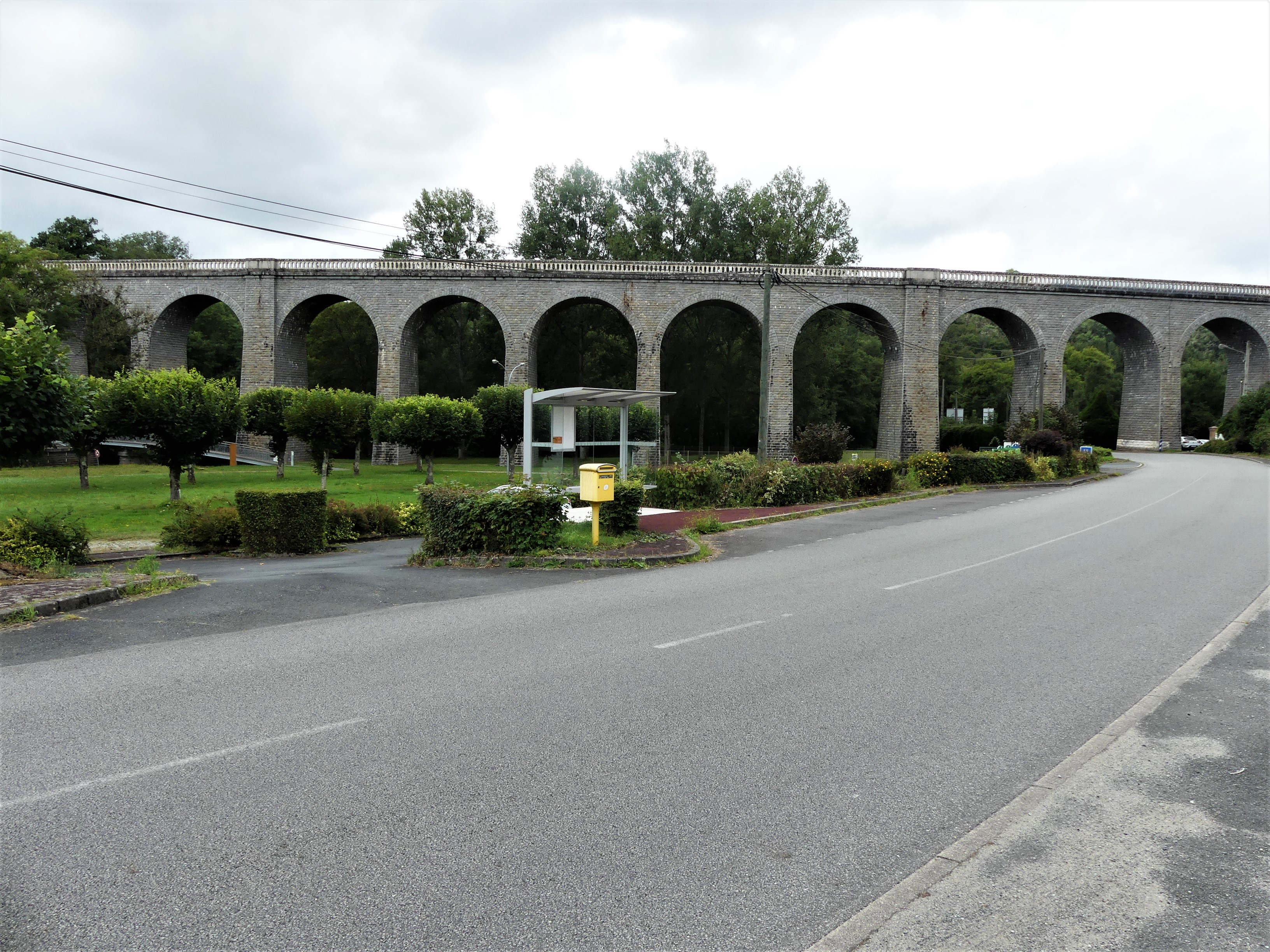
Le viaduc de Glénic.
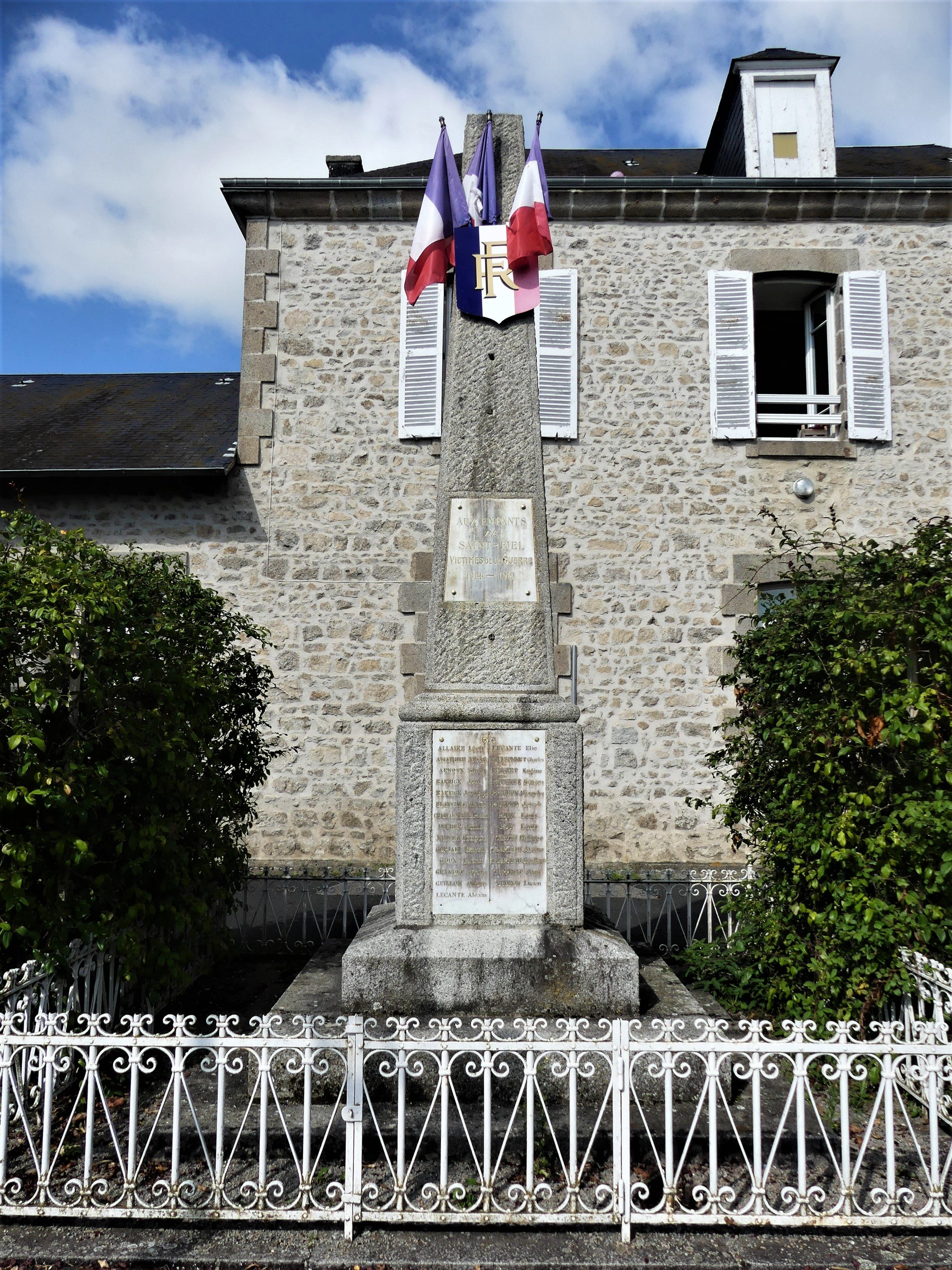
Le monument aux morts.